# Grand Prix de la Somme 2008
 (mars 2024).
La 23e édition du Grand Prix de la Somme a eu lieu le 19 septembre 2008. La course fait partie du calendrier UCI Europe Tour 2008 en catégorie 1.1.

## Classement final
|    | Coureur            | Pays     | Équipe                       |    | Temps           |
| -- | ------------------ | -------- | ---------------------------- | -- | --------------- |
| 1  | William Bonnet     | France   | Crédit agricole              | en | 4 h 40 min 50 s |
| 2  | Janek Tombak       | Estonie  | Mitsubishi-Jartazi           |    | m.t.            |
| 3  | Sébastien Turgot   | France   | Bouygues Télécom             |    | m.t.            |
| 4  | Cédric Pineau      | France   | AG2R La Mondiale             |    | m.t.            |
| 5  | Florent Brard      | France   | Cofidis                      |    | m.t.            |
| 6  | Nicolas Rousseau   | France   | AG2R La Mondiale             |    | m.t.            |
| 7  | Guillaume Levarlet | France   | Française des Jeux           |    | m.t.            |
| 8  | Bert De Waele      | Belgique | Landbouwkrediet-Tönissteiner |    | m.t.            |
| 9  | Cédric Coutouly    | France   | Agritubel                    |    | m.t.            |
| 10 | Dennis van Winden  | Pays-Bas | Rabobank Development         |    | m.t.            |